# Mon ami le fantôme
Mon ami le fantôme (Randall & Hopkirk (deceased)) est une série télévisée britannique créée par Dennis Spooner en 26 épisodes de 49 minutes, diffusée entre le 21 septembre 1969 et le 13 mars 1970 sur le réseau ITV.
En France, la série a été diffusée en 1995 sur la chaîne Série Club.

## Synopsis
Jeff Randall et Marty Hopkirk, amis et associés, sont deux détectives privés. Alors que Marty travaille sur une affaire dont Jeff n'est pas au courant, il est écrasé par un assassin qui prend la fuite. Mais à la suite d'une malédiction lancée sur lui, il ne peut entrer au Paradis et devient une âme errante. Son associé Jeff parvient néanmoins à le voir. Il est d'ailleurs le seul dans ce cas car personne d'autre ne le peut, pas même son épouse et veuve la jolie Jean. Dorénavant Jeff et Marty continueront leur association afin de permettre à Marty de pouvoir partir en paix s'il effectue assez de bonnes actions sur Terre.

## Distribution
- Mike Pratt (V. F. : Dominique Paturel) : Jeff Randall
- Kenneth Cope (V. F. : Roger Carel) : Marty Hopkirk
- Annette Andre (V. F. : Evelyne Séléna) : Jeannie Hopkirk

## Épisodes
1. Feu mon cher ami et associé (My Late Lamented Friend and Partner)
2. Un cas dérangeant (A Disturbing Case)
3. Tout ce travail pour rien (All Work and No Pay)
4. Ne vous fiez jamais à un fantôme (Never Trust a Ghost)
5. Voilà comment le meurtre fait boule de neige (That's How Murder Snowballs)
6. Juste pour archive (Just for the Record)
7. Le meurtre n'est plus ce qu'il était (Murder Aint What It Used to Be)
8. Quiconque entendrait un fantôme mourir (Whoever Heard of a Ghost Dying?)
9. La maison sur la colline hantée (The House on Haunted Hill)
10. Et quand avez-vous arrêté d'avoir des hallucinations ? (When Did You Start to Stop Seeing Things?)
11. Le fantôme qui sauva la banque à Monte-Carlo (The Ghost Who Saved the Bank at Monte Carlo)
12. Pour la fille qui a déjà tout (For the Girl Who Has Everything)
13. Mais quelle jolie petite chambre ! (But What a Sweet Little Room)
14. Qui a tué Robin LeCoq ? (Who Killed Cock Robin)
15. L'homme de nulle part (The Man from Nowhere)
16. Quand un esprit vous émeut (When the Spirit Moves You)
17. Quelqu'un vient de marcher sur ma tombe (Somebody Just Walked Over My Grave)
18. Pourriez-vous reconnaître cet homme de nouveau ? (Could You Recognise That Man Again?)
19. Un voyage sentimental (A Sentimental Journey)
20. De l'argent à brûler (Money to Burn)
21. Le fantôme parle (The Ghost Talks)
22. C'est supposé être plus épais que l'eau (It's Supposed to Be Thicker Than Water)
23. Le problème avec les femmes (The Trouble with Women)
24. Vendetta pour un homme mort (Vendetta for a Dead Man)
25. Vous trouverez toujours un coupable (You Can Always Find a Fall Guy)
26. Le sourire derrière le voile (The Smile Behind the Veil)

## Commentaires
Contrairement à beaucoup d'autres séries policières ou d'espionnage produites par ITC, celle-ci aborde le genre du surnaturel de façon originale et non dénuée d'humour. Son culte auprès des pays anglo-saxons lui a valu un remake en 2000 .